# Ramon Miquel i Ballart
Ramon Miquel i Ballart (Figueres, 1926 - 3 de gener de 2022) fou un empresari del sector de l'alimentació.

## Biografia
Fou fundador i president del grup d'empreses familiars Miquel Alimentació Grup, una de les principals empreses de venda a l'engròs d'alimentació. A partir de la seva implantació a les comarques gironines, aquest grup és líder en el sector de la distribució i compta amb diverses cadenes de supermercats i amb marques pròpies, i d'ençà del 1999 es va expandir per la resta de l'estat.
Ocupà diversos càrrecs directius en l'empresa de productes químics Barrau, de Montgat, fins a la incorporació de l'empresa al grup d'Explosius Río Tinto. Fou vocal del primer consell d'administració del Banc Mercantil de Manresa, al qual el 1967 participà en la seva transformació a partir d'un petit banc local manresà. El 1974 participà en la fundació de l'empresa d'autoservei a l'engròs Gros Mercat, que s'adherí a la cadena internacional Cash Serodys i formà grup amb Coaliment. També fou conseller de Banca Catalana i conseller delegat de Foment de Crèdit i Comerç (Forecrom). El 2003 va rebre la Creu de Sant Jordi.
Ramón Miquel fou president d'ADmira, empresa catalana amb presència internacional dedicada al programari per a la senyalització digital i ciutats intel·ligents.